# Дом де Аро

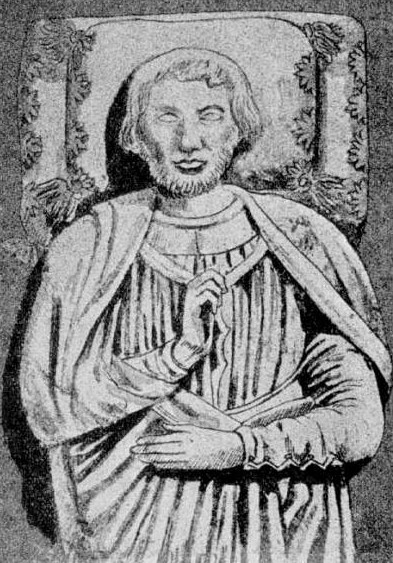
Диего Лопес II де Аро (ок. 1152—1214), сеньор Бискайи (1170—1214)

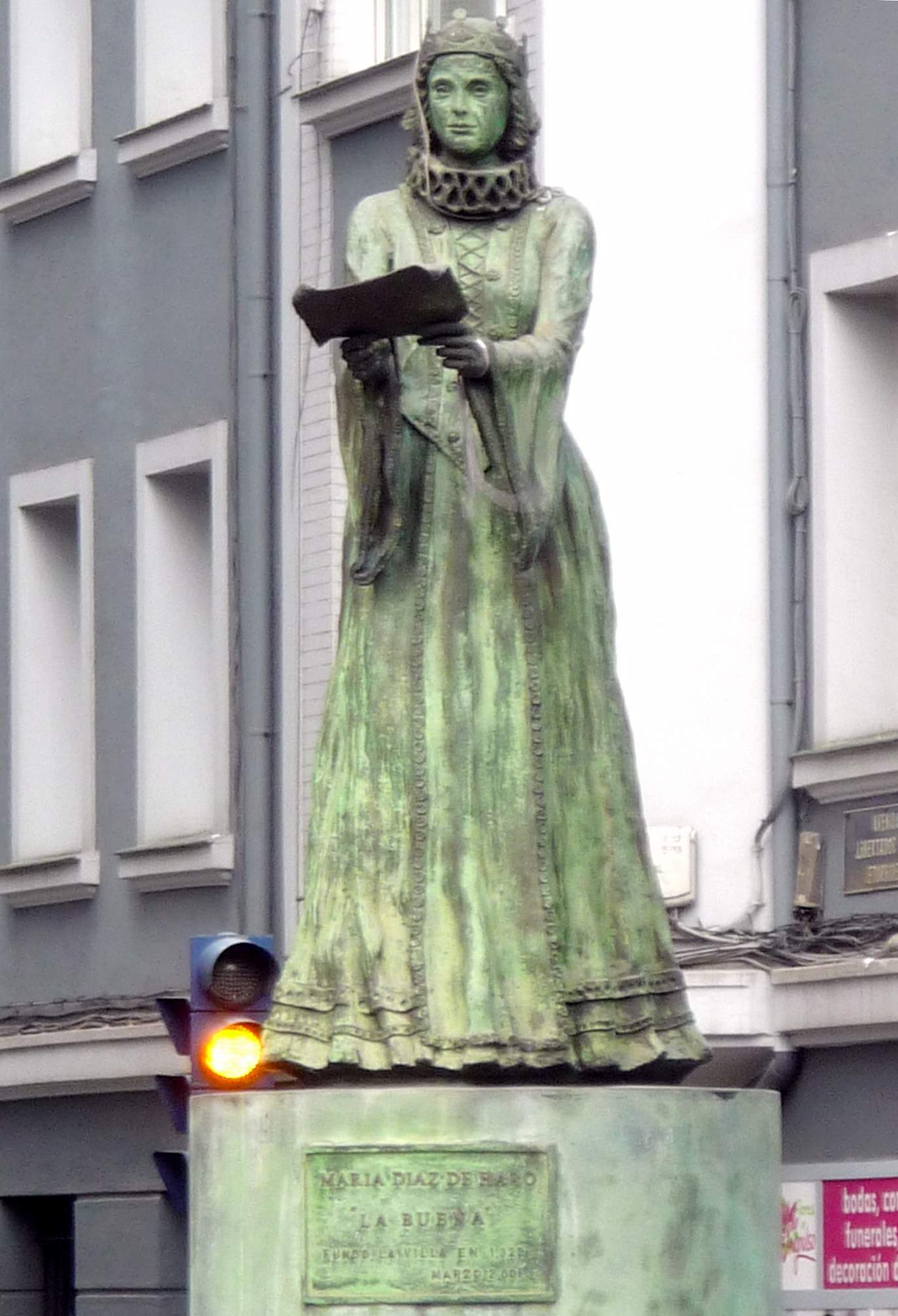
Памятник Марии Диас де Аро, сеньоре Бискайи, в Португалете, провинция Бискайя

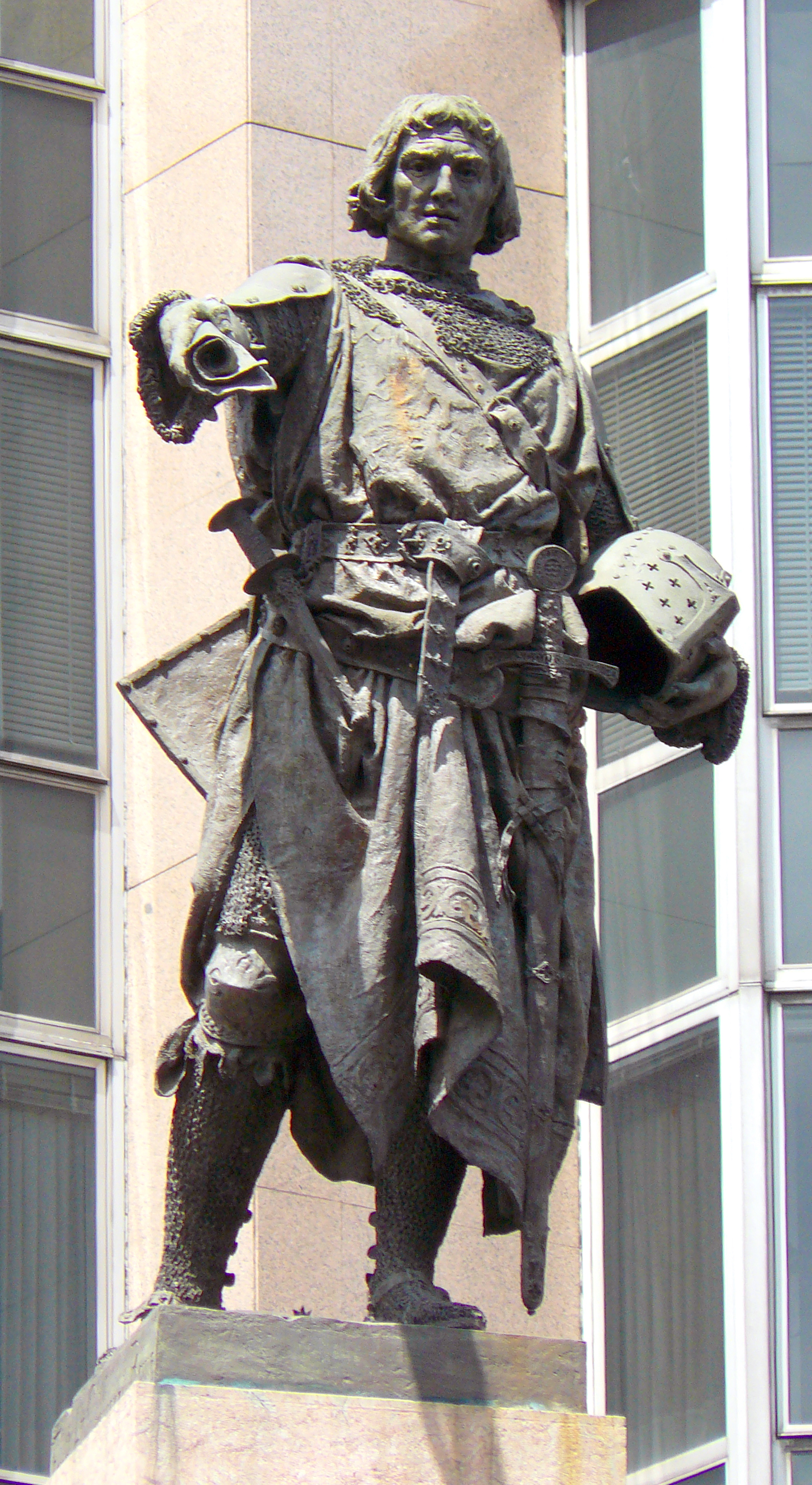
Статуя Диего Лопеса V де Аро, работа Мариано Бенллиуре, Бильбао.

Дом де Аро (исп. Casa de Haro) — феодальная семья Кастильского королевства, которая владела Бискайской сеньорией в X—XIV веках.
Она взяла фамилию Аро после предоставления королём Леона Альфонсо VI Храбрым Диего Лопесу поместья Аро. Хотя первое появление включения топонима в его фамилию было найдено в Писании 1117 года, в котором появляется его сын Лопе Диас со следующим упоминанием: «Donus Didacus Lópiz de Faro».

## Представители рода

### Диего Лопес I де Аро
Диего Лопес I де Аро (ок. 1075—1124) по прозвищу Белый, сын Лопе Иньигеса. Он был третьим сеньором Бискайи в 1093—1124 годах. Он заселил виллу Аро, вероятно, в районе Вильябона, и включил название виллы в свою фамилию, с тех пор семья была известна под этим именем. Он поддерживал Альфонсо I, короля Арагона и Памплоны, в завоевании Сарагосы и в других битвах.
Он женился на Марии Санчес, дочери графа Санчо Санчеса де Эрро и графини Эльвиры Гарсии, с которой у него был сын Лопе Диас.

### Лопе Диас I де Аро
Лопе Диас I де Аро (ок. 1110—1170), четвёртый сеньор Бискайи (1124—1170). Как и его отец, он продолжал поддерживать короля Арагона Альфонсо Воителя, пока он не умер. На арагонский престол стал претендовать король Леона Альфонсо VII (1105—1157), пасынок Альфонсо, сын графа Раймунда Бургундского и Урраки. Альфонсо VII при поддержке Лопе Диаса, вступил в Ла-Риоху и подчинил её своей власти. После смерти Альфонсо VII Лопе продолжал служить своему преемнику, королю Санчо III Кастильскому, получив титул Королевского знаменосца (упоминается в этой должности с 1158 года).
Он вступил в брак с Альдонсой, которая была дочерью Родриго Фернандеса де Кастро «Эль Кальво», хотя она не указана в документации как дочь Кастро и, возможно, была дочерью графа Родриго Веласа (ок. 1092—1144) и графини Урраки Альварес. От этого брака родилось одиннадцать детей, в том числе Диего Лопес II де Аро и Уррака Лопес де Аро, жена короля Леона Фердинанда II.

### Диего Лопес II де Аро
Диего Лопес II де Аро «Эль Буэно или Эль Мало» (ок. 1152 — 16 октября 1214), пятый сеньор Бискайи (1170—1214). Сын Лопе Диас I де Аро, графа Нахеры (ок. 1126—1170) и графини Альдонсы. Он был крупным магнатом в Королевстве Кастилии во время правления Альфонсо VIII (1158—1214). Диего сыграл решающую роль в восхождении рода Аро, а также в построении дворянской идентичности этой группы, которая должна доминировала в кастильском, а затем кастильско-леонском политическом обществе на протяжении всего XIII века. Он заключил два брака: один с Марией Манрике де Лара (хотя некоторые авторы считают, что этот брак не существовал) и с Тодой Перес де Азагра. У него было около девяти детей, в том числе его преемник в сеньории Бискайи, Лопе Диас II из Аро.

### Лопе Диас II де Аро
Лопе Диас II де Аро, «Кабеса Брава» (ок. 1170 — 15 ноября 1236), шестой сеньор Бискайи (1214—1236). Он сражался со своим отцом в битве при Лас-Навас-де-Толос (1212), а также принимал участие во многих военных кампаниях против мавров в Андалусии, наиболее важным из которых является взятие Баэсы в 1227 году.
Он женился на Урраке Альфонсо де Леон, дочери короля Леона Альфонсо IX. У них было несколько детей, в том числе: Диего Лопес III де Аро, Санчо Лопес де Аро, Лопе Лопес де Аро Эль Чико, Алонсо Лопес де Аро, дед Хуана Альфонсо де Аро, сеньора де лос Камерос, и Беренгария Лопес де Аро, жена Родриго Гонсалеса Хирона.
У него было ещё трое детей от Тоды де Санта-Гадеа, благородной дамы из линии Сальседос сеньоров де Айала. Среди них были Менсия Лопес де Аро (ок. 1215 — ок. 1270), королева Португалии, жена короля Португалии Саншу II, Лопе Диас де Аро, епископ Сеговии, и Диего Лопес де Сальседо, женатый на Марии Альварес, дочь Альваро Фернандес Потеста.

### Диего Лопес III де Аро
Диего Лопес III де Аро (? — 4 октября 1254), седьмой сеньор Бискайи (1236—1254), королевский знаменосец (1237—1241, 1243—1254). В первые годы он верно служил королю Кастилии и Леона Фердинанду III, против которого он неоднократно восстал, впоследствии получив его прощение. Он оставался рядом с ним до его смерти, после чего на престол вступил Альфонсо X Кастильский.
Был женат на Констанс Беарнской, от брака с которой имел пятерых детей: Лопе Диас III де Аро, Диего Лопес V де Аро, Уррака Диас де Аро, которая вышла замуж за своего двоюродного брата, Фернана Руиса де Кастро, Тереза де Аро, жена Хуана Нуньеса I Лары, и Санча Диас де Аро.

### Лопе Диас III из Аро
Лопе Диас III де Аро (ок. 1245 — 8 июня 1288), восьмой сеньор Бискайи (1254—1288), главный майордом (1286—1288). Он наследовал своему отцу в сеньории Бискайя, будучи ещё несовершеннолетним.
21 апреля 1282 года он содействовал низложению и изгнанию из Кастилии короля Альфонсо X, и назначению новым королём Кастилии его сына Санчо IV, который был женат на сестре жены Дона Лопе Диаса III де Аро, поэтому сеньор Бискайи был политическим соратником короля Санчо IV.
8 июня 1288 года Лопе Диас находился в Альфаро, где он поссорился с королём Кастилии Санчо IV. Во время ссоры Санчо приказал арестовать Лопе де Аро. В этот момент Лопе Диас набросился на короля с ножом, и рыцари из свиты короля убили его.
Он был женат на Хуане Альфонсо де Молина, с которым у него было двое детей, Диего Лопес IV де Аро и Мария Диас де Аро.

### Диего Лопес IV де Аро
Диего Лопес IV де Аро (? — 1289), девятый сеньор Бискайи (1288—1289). Со смертью отца начались военные действия между Бискайей и Кастилией. Диего Лопес присоединился к Наварре и Арагону, чтобы сражаться с королём Кастилии Санчо. Диего Лопес де Аро признал новым королём Кастилии Альфонсо де ла Серда. Дело осложнялось тем, что несколько поместий попали в руки короля Санчо, в том числе Лабастида, Ордунья и Вальмаседа. Бискайя откликнулся на призыв Диего Лопеса де Аро. В конце концов король Кастилии Санчо оккупировал Бискайю. После смерти бездетного Диего Лопеса IV де Аро сеньорию Бискайя унаследовала его сестра Мария Диас I де Аро (1289—1295), которая была замужем за инфантом Хуаном Кастильским.

### Диего Лопес V де Аро
Диего Лопес V де Аро (ок. 1250 — январь 1310), по прозвищу «Эль Интрусо», младший брат Лопе Диаса III де Аро. Сеньор Бискайи (1295—1310), главный майордом (1307—1309), королевский знаменосец (1284, 1296—1309).
После смерти в 1295 году короля Кастилии Санчо Диего Лопес де Аро, воспользовавшись беспорядками после смерти монарха, вступил в Бискайю и подчинил сеньорию своей власти, не встретив сопротивления. Диего Лопес V де Аро отстранил от власти в Бискайе свою племянницу Марию Диас де Аро и её мужа, инфанта Хуана Кастильского. После своего освобождения из заключения инфант Хуан Кастильский безуспешно пытался вернуть контроль на Бискайей для себя и своей супруги. Потерпев неудачу в борьбе за Бискайю, Хуан Кастильский принял участие в восстание против королевы-регентши Марии де Молина, которую поддерживал Диего Лопем V де Аро. Дон Диего Лопес V де Аро превратил морскую деревню Бильбао в виллу 15 июня 1300 года. В марте 1307 года Диего Лопес заключил соглашение со своей племянницей Марией Диас де Аро, чтобы она была его преемницей после его смерти. Поскольку война против мавров продолжалась, Диего Лопес V де Аро сопровождал короля Кастилии Фердинанда IV во время осады Альхесираса, где Диего умер в первые дни января 1310 года.

### Мария Диас I де Аро
Мария Диас I де Аро (ок. 1270 — 3 октября 1342), сеньора Бискайи (1289—1295, 1310—1322, 1326—1334), замужем за инфантом Хуаном Кастильским (1262—1319) с 10 января 1287 года. У супругов было трое детей: Лопе, который умер молодым, Мария, которая вышла замуж за Хуана Нуньеса де Лару, и Хуана де Аро, названного «Одноглазым». В 1295 году Мария Диас де Аро была лишена сеньории Бискайя своим дядей Диего Лопесом V де Аро, который силой захватил эту область. В 1310 году после смерти последнего Мария Диас де Аро во второй раз стала управлять Бискайской сеньорией. В 1322 году Мария Диас де Аро отказалась от сеньории в пользу своего сына Хуана де Аро «Одноглазого». В 1326 году после убийства сына Хуана по приказу короля Альфонсо XI Мария Диас покинула Кастилию. Альфонсо XI попытался захватить сеньорию Бискайя и, казалось, добился этого через Гарсиласо II де ла Вега, который посетил донью Марию, но отказалась продавать свои владения короне. В 1334 году Мария Диас I де Аро отказалась от власти в пользу своей внучки Марии Диас II де Аро.

### Хуан де Аро
Хуан де Кастилия и Аро Одноглазый (? — 31 октября 1326), сеньор Бискайи (1322—1326). Хуан женился на Изабелле Португальской, сеньоре де Пенела, дочери инфанта Афонсу Португальского, сына короля Португалии Афонсу III, и его жены Виоланты Мануэль, дочери инфанта Мануэля Кастильского. 31 октября 1326 года он был убит в Торо по приказу короля Кастилии Альфонсо XI. Он был отцом Марии Диас II де Аро.

### Мария Диас II де Аро
Мария Диас II де Аро (1318/1320 — 16 сентября 1348), сеньора Бискайи (1334—1348), единственная дочь Хуана де Аро Одноглазого и супруга Хуана Нуньеса III де Лары. В начале своего правления он снова попытался отобрать у короля Альфонсо XI всё имущество, которое ранее принадлежало её отцу. Хуан Нуньес де Лара в союзе с Хуаном Мануэлем восставал против короля Альфонсо XI, но в 1336 году был им осаждён и разбит в битве при Лерме. Хуан Нуньес де Лара вынужден был вступить в мирные переговоры с королём Кастилии. Альфонсо XI признал Бискайскую сеньорию владением Марии Диас II де Аро и сам обязался не использовать этот титул.
16 сентября 1348 года Мария Диас II де Аро умерла, вскоре после рождения сына Нуньо. После её смерти, за сеньорию Бискайя продолжал борьбу её муж, Хуан Нуньес де Лара, который скончался в 1350 году. У них были дети: Хуана де Лара, будущая жена инфанта Тельо Кастильского и сеньора Бискайи, Лопе Диас де Аро, который умер молодым без потомства, Изабель де Лара и Нуньо Диас де Аро, последний, будучи ещё ребёнком, унаследовал сеньорию Бискайя. Король Кастилии Педро Жестокий попытался захватить малолетнего Нуньо, но бискайцы защитили свою территорию, не дав королю захватить в плен ребёнка. Нуньо скончался в возрасте 4 лет.